# Chartronges
Chartronges ist eine französische Gemeinde mit 302 Einwohnern (Stand: 1. Januar 2022) im Département Seine-et-Marne in der Region Île-de-France. Sie gehört zum  Arrondissement Provins und zum Kantons Coulommiers. Die Einwohner werden Chartrongeais genannt.

## Geographie
Die Gemeinde Chartronges liegt etwa sechs Kilometer südwestlich von La Ferté-Gaucher, 17 Kilometer südöstlich von Coulommiers, 23 Kilometer nordwestlich von Provins und 65 Kilometer östlich von Paris am Flüsschen Ru de Piétrée, das hier noch Ru de Vannetin genannt wird.

## Bevölkerungsentwicklung
| Jahr      | 1946 | 1954 | 1962 | 1968 | 1975 | 1982 | 1990 | 1999 | 2006 | 2014 |
| Einwohner | 130  | 117  | 94   | 74   | 89   | 201  | 272  | 270  | 267  | 301  |

## Sehenswürdigkeiten
- Kirche Saint-Pierre-ès-Liens (siehe auch: Liste der Monuments historiques in Chartronges)
- Bauernhaus in Fachwerkbauweise
- Waschhaus (Lavoir)
- Ehemaliger Flugplatz von La Ferte-Gaucher